# Silly-sur-Nied
Silly-sur-Nied és un municipi francès, situat al departament del Mosel·la i a la regió del Gran Est. L'any 2007 tenia 705 habitants.

## Demografia

### Població
El 2007 la població de fet de Silly-sur-Nied era de 705 persones. Hi havia 265 famílies, de les quals 40 eren unipersonals (12 homes vivint sols i 28 dones vivint soles), 96 parelles sense fills, 117 parelles amb fills i 12 famílies monoparentals amb fills.
La població ha evolucionat segons el següent gràfic:
Habitants censats

### Habitatges
El 2007 hi havia 268 habitatges, 262 eren l'habitatge principal de la família, 1 era una segona residència i 4 estaven desocupats. 253 eren cases i 13 eren apartaments. Dels 262 habitatges principals, 240 estaven ocupats pels seus propietaris, 20 estaven llogats i ocupats pels llogaters i 2 estaven cedits a títol gratuït; 5 tenien una cambra, 6 en tenien dues, 7 en tenien tres, 36 en tenien quatre i 208 en tenien cinc o més. 230 habitatges disposaven pel capbaix d'una plaça de pàrquing. A 91 habitatges hi havia un automòbil i a 165 n'hi havia dos o més.

### Piràmide de població
La piràmide de població per edats i sexe el 2009 era:
| Homes | Edats   | Dones |
| ----- | ------- | ----- |
| 0     | 95 o +  | 0     |
| 0     | 90 a 94 | 4     |
| 0     | 85 a 89 | 0     |
| 0     | 80 a 84 | 0     |
| 8     | 75 a 79 | 0     |
| 4     | 70 a 74 | 0     |
| 12    | 65 a 69 | 4     |
| 8     | 60 a 64 | 16    |
| 20    | 55 a 59 | 16    |
| 12    | 50 a 54 | 28    |
| 36    | 45 a 49 | 32    |
| 52    | 40 a 44 | 52    |
| 24    | 35 a 39 | 32    |
| 24    | 30 a 34 | 40    |
| 12    | 25 a 29 | 0     |
| 36    | 20 a 24 | 12    |
| 36    | 15 a 19 | 24    |
| 20    | 10 a 14 | 12    |
| 20    | 5 a 9   | 44    |
| 24    | 0 a 4   | 24    |

## Economia
El 2007 la població en edat de treballar era de 502 persones, 363 eren actives i 139 eren inactives. De les 363 persones actives 348 estaven ocupades (174 homes i 174 dones) i 15 estaven aturades (6 homes i 9 dones). De les 139 persones inactives 51 estaven jubilades, 46 estaven estudiant i 42 estaven classificades com a «altres inactius».

### Ingressos
El 2009 a Silly-sur-Nied hi havia 257 unitats fiscals que integraven 705 persones, la mediana anual d'ingressos fiscals per persona era de 21.525 €.

### Activitats econòmiques
Dels 21 establiments que hi havia el 2007, 1 era d'una empresa alimentària, 1 d'una empresa de fabricació d'altres productes industrials, 2 d'empreses de construcció, 6 d'empreses de comerç i reparació d'automòbils, 1 d'una empresa de transport, 2 d'empreses d'hostatgeria i restauració, 2 d'empreses immobiliàries, 5 d'empreses de serveis i 1 d'una empresa classificada com a «altres activitats de serveis».
Dels 5 establiments de servei als particulars que hi havia el 2009, 1 era un taller de reparació d'automòbils i de material agrícola, 1 paleta, 1 electricista, 1 perruqueria i 1 restaurant.
Dels 2 establiments comercials que hi havia el 2009, 1 era una botiga de més de 120 m² i 1 una botiga d'equipament de la llar.

## Equipaments sanitaris i escolars
El 2009 hi havia una escola elemental.

## Poblacions més properes
El següent diagrama mostra les poblacions més properes.